# Геллер, Александр Гиршевич
Александр Гиршевич (Григорьевич) Геллер (12 ноября 1931 — 10 марта 2014, Санкт-Петербург) — советский и российский шахматист, мастер спорта СССР (1959), международный мастер ИКЧФ (1983), международный арбитр (1988).

## Биография
В 1946 году поступил в шахматный кружок Ленинградского Дворца пионеров. В 1949 году вместе с командой Ленинграда победил на юниорском командном первенстве СССР по шахматам, где играл на первой доске. В том же году разделил с Борисом Спасским первое-второе места на юношеском чемпионате Ленинграда. В 1959 году занял второе место в чемпионате Ленинграда по шахматам (победил Борис Спасский) и выполнил норму мастера спорта СССР. Неоднократный участник командных шахматных соревнований Ленинграда, а также участвовал в составе сборной Ленинграда в матчах с другими городами (Москва, Будапешт).
Позднее активно играл по переписке. Вместе с командой Ленинграда победил в 5-м командном первенстве СССР по переписке и показал лучший результат на 6-й доске. Ранее в составе сборной города становился серебряным призёром 3-го командного чемпионата страны с лучшим результатом на той же 6-й доске. Также в составе сборной города завоевал бронзовую медаль 2-го командного чемпионата СССР (выступал на 1-й доске). В 1983 году Международная федерация шахматной игры по переписке (ИКЧФ) присвоила А. Г. Геллеру звание международного мастера.
Был также известен как судья на многих крупных шахматных соревнованиях. В 1988 году Международная шахматная федерация присвоила Геллеру звание международного арбитра.
Внёс большой вклад в популяризацию шахмат. Как постоянный автор сотрудничал с изданиями «64», «Шахматы в СССР», «Шахматы», и был хорошо известен своими юмористическими рассказами о событиях из жизни шахматистов.
По профессии — юрист-патентовед. Многие годы работал экспертом в отделе патентов Ленинградского оптико-механического объединения ЛОМО (1962—2010), заслуженный работник ЛОМО.